# علاء عبد النبي
علاء عبد النبي (بالإنجليزية Alaa Abdelnaby) هو لاعب كرة سلة مصري وأميركي محترف.
ولد في الإسكندرية في 24 يونيو/حزيران 1968 وانتقل إلى الولايات المتحدة حيث عاش في ناتلي وبلومفيلد في ولاية نيو جرسي وتعلم في " Bloomfield High School" ولعب في برنامج كرة سلة المدرسة، وحصل على الجنسية الأميركية.
لعب في دوري الرابطة الوطنية لرياضة الجامعات الـ NCAA في فريق جامعة ديوك الذائع الصيت كلاعب بارز بين 1986 و1990 محققا أرقاما مهمة.
ومن ثم انتقل عبد النبي إلى اللعب الاحترافي في الرابطة الوطنية لكرة السلة أي الـ NBA ليلعب في فريق كرة السلة بورتلاند ترايل بلايزرز لموسمين (1990–1992)، ومن ثم لفترة قصيرة في ميلووكي باكز لينتقل إلى فريق بوسطن سلتكس لموسمين (1992–1994)، وموسم واحد في سكرامنتو كينغز (1994–1995) وفترة وجيزة في فيلادلفيا سفنتي سيكسرز.
ابتداء من أواخر عام 1995 ولغاية 2000، لعب عبد النبي كلاعب محترف في فريق باباغو اليوناني، وأوماها رايسرز الأميركي وأولمبيك أنتيب الفرنسي وأيداهو ستامبيد الأميركي ليعتزل من بعده اللعب.

## روابط خارجية
- علاء عبد النبي على موقع إن بي أي (الإنجليزية)
- علاء عبد النبي على موقع سبورتس رفرنس (الإنجليزية)
- علاء عبد النبي على موقع كرة السلة الأوروبية.كوم (الإنجليزية)
- علاء عبد النبي على موقع كلية كرة السلة في سبورتس رفرنس.كوم (الإنجليزية)
- علاء عبد النبي على موقع ريلجم (الإنجليزية)
- علاء عبد النبي على موقع بروبوليرز (الإنجليزية)